# La Tour (Haute-Savoie)
Pour les articles homonymes, voir La Tour.
La Tour, anciennement La Tour-en-Faucigny, est une commune française située dans le département de la Haute-Savoie, en région Auvergne-Rhône-Alpes. 

## Géographie

### Situation

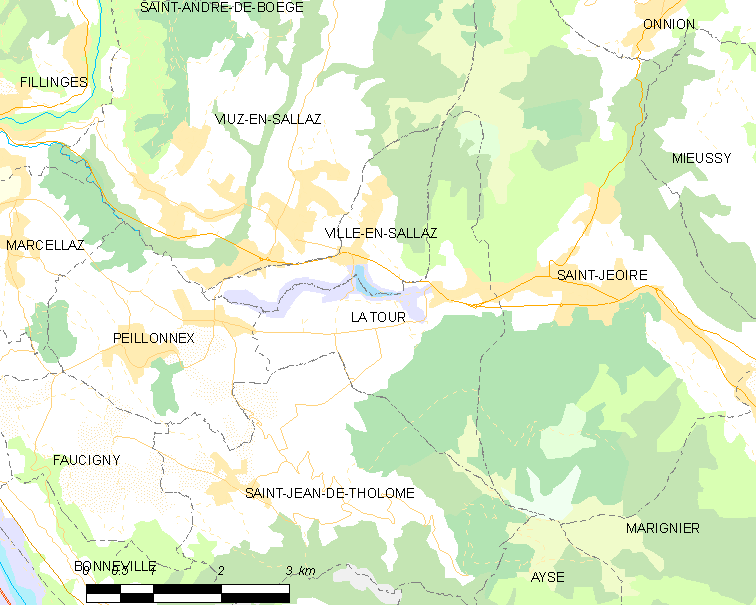
La Tour et les communes voisines.

La commune de La Tour est située en Faucigny, entre Le Môle et le massif des Brasses, à 2 km à l'ouest de Saint-Jeoire. Elle partage un petit lac avec deux autres communes : le lac du Môle.

## Urbanisme

### Typologie
Au 1er janvier 2024, La Tour est catégorisée commune rurale à habitat dispersé, selon la nouvelle grille communale de densité à sept niveaux définie par l'Insee en 2022.
Elle appartient à l'unité urbaine de Saint-Jeoire, une agglomération intra-départementale regroupant deux  communes, dont elle est une commune de la banlieue,,. Par ailleurs la commune fait partie de l'aire d'attraction de Genève - Annemasse (partie française), dont elle est une commune de la couronne,. Cette aire, qui regroupe 158 communes, est catégorisée dans les aires de 700 000 habitants ou plus (hors Paris),.

### Occupation des sols
L'occupation des sols de la commune, telle qu'elle ressort de la base de données européenne d’occupation biophysique des sols Corine Land Cover (CLC), est marquée par l'importance des forêts et milieux semi-naturels (53,2 % en 2018), une proportion sensiblement équivalente à celle de 1990 (53,9 %). La répartition détaillée en 2018 est la suivante : 
forêts (47,7 %), prairies (18,7 %), zones agricoles hétérogènes (17,9 %), milieux à végétation arbustive et/ou herbacée (5,5 %), zones humides intérieures (5,5 %), zones urbanisées (4,6 %).
L'IGN met par ailleurs à disposition un outil en ligne permettant de comparer l’évolution dans le temps de l’occupation des sols de la commune (ou de territoires à des échelles différentes). Plusieurs époques sont accessibles sous forme de cartes ou photos aériennes : la carte de Cassini (XVIIIe siècle), la carte d'état-major (1820-1866) et la période actuelle (1950 à aujourd'hui).

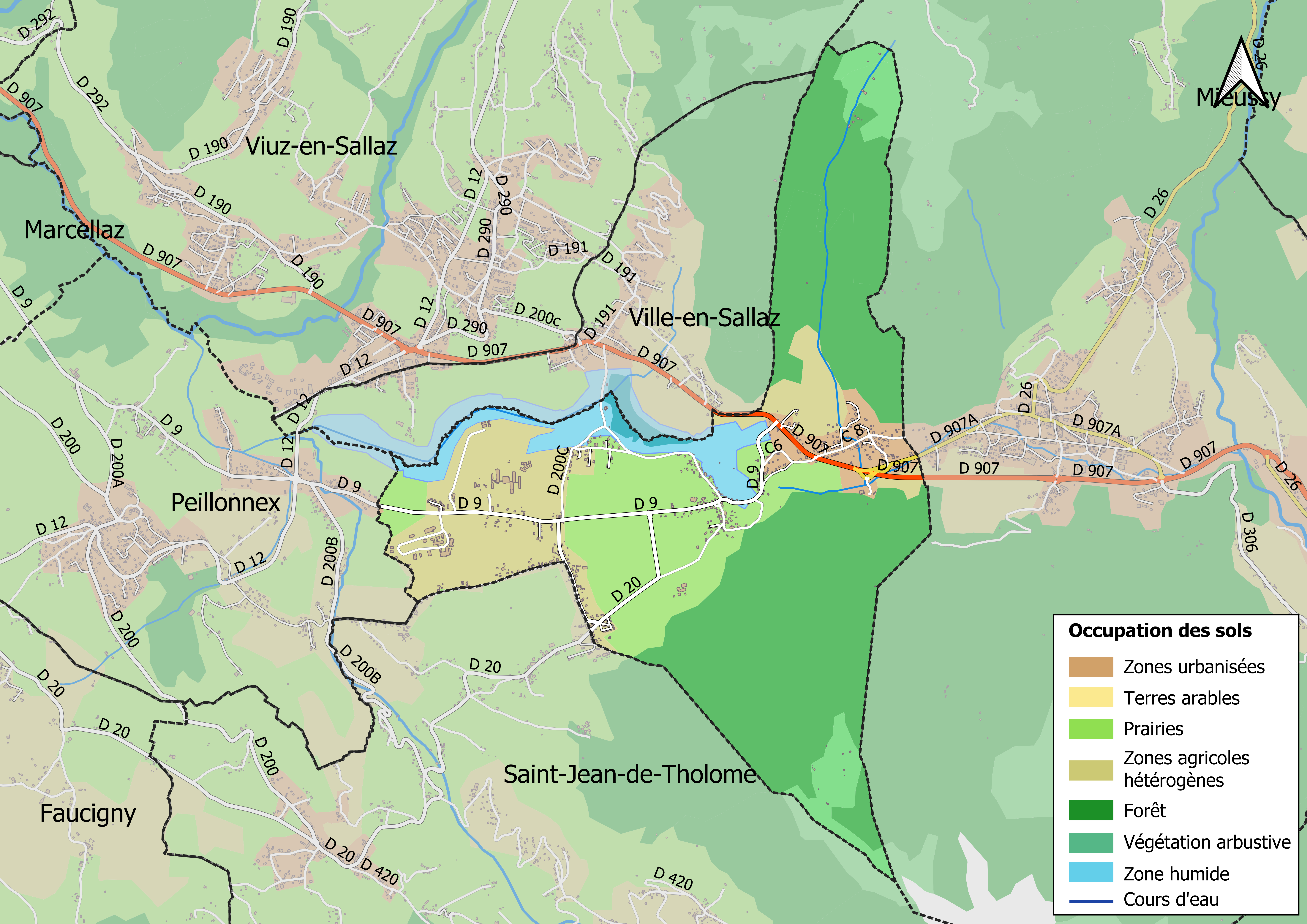
Carte des infrastructures et de l'occupation des sols en 2018 (CLC) de la commune.
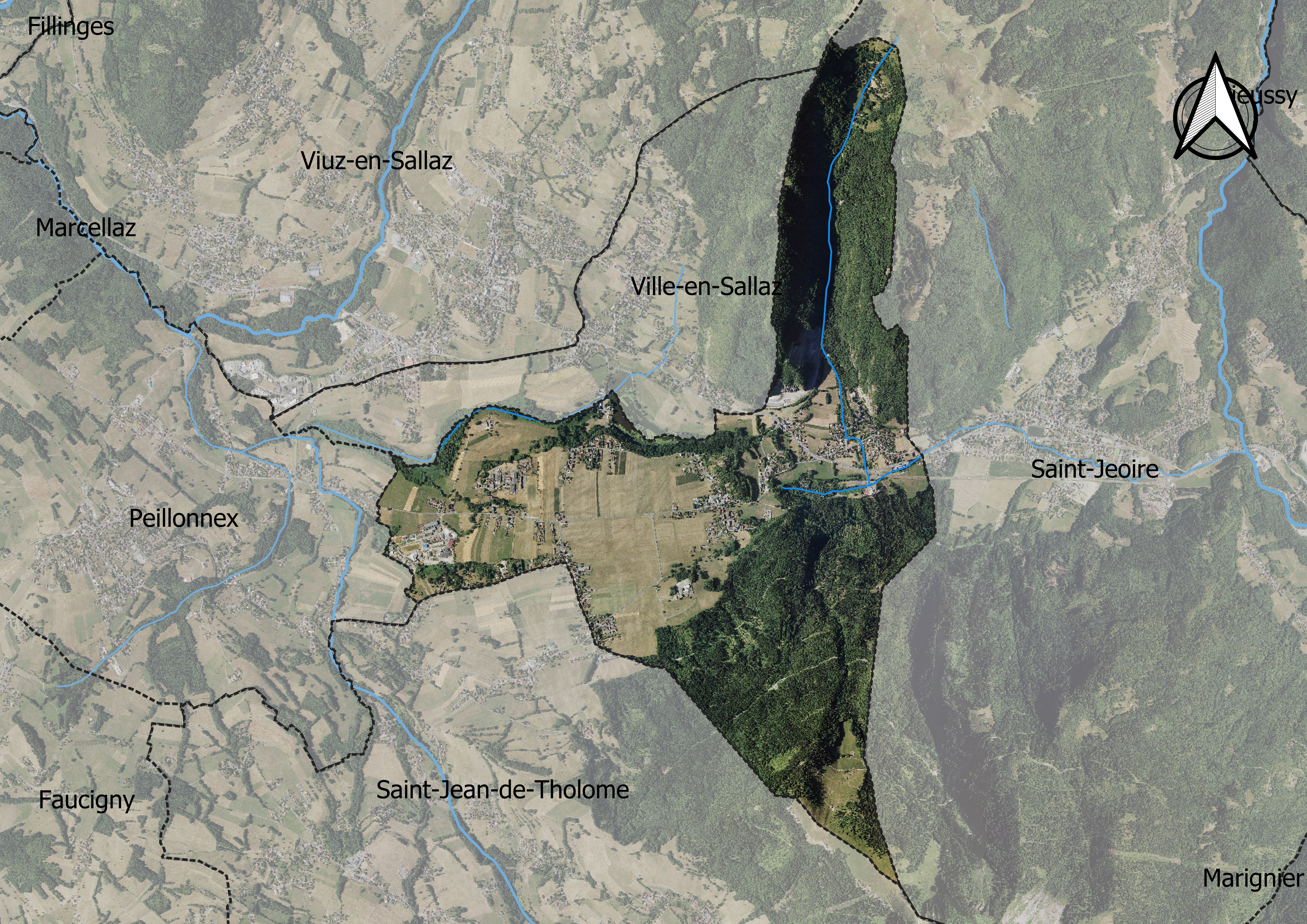
Carte orthophotogrammétrique de la commune.

## Toponymie
En francoprovençal, le nom de la commune s'écrit La Teur (graphie de Conflans) ou La Tor / Tœr (ORB).

## Politique et administration

### Liste des maires de 1792 à 1815
De septembre 1792 à novembre 1815, le duché de Savoie est occupé par les troupes révolutionnaires françaises, puis impériales. En octobre 1792, la nouvelle organisation mise en place prévoit la création d’une assemblée générale de la municipalité avec un maire nommé.
| Période    | Période    | Identité              | Étiquette | Qualité |
| ---------- | ---------- | --------------------- | --------- | ------- |
| 1793       | après 1794 | Pierre Dufrêne-Trecaz | ...       | ...     |
| avant 1803 | 1812       | Joseph-Marie Pacthod  | ...       | ...     |
| 1812       | 1814       | Claude Dufresne       | ...       | ...     |

### Liste des maires depuis 1860
| Période                                  | Période          | Identité                                | Étiquette      | Qualité                                                                |
| ---------------------------------------- | ---------------- | --------------------------------------- | -------------- | ---------------------------------------------------------------------- |
| Les données manquantes sont à compléter. |                  |                                         |                |                                                                        |
| ?                                        | 1862             | Isidore Dufresne                        | ...            | ...                                                                    |
| 1862                                     | 1865             | (?) Pellisson                           | ...            | ...                                                                    |
| 1865                                     | 1870             | Joseph-Marie Burin                      | ...            | ...                                                                    |
| 1870                                     | 1876             | Pierre-Joseph Burin                     | ...            | ...                                                                    |
| 1876                                     | 1887             | François Rey-Millet                     | ...            | ...                                                                    |
| 1887                                     | 1912 (démission) | Constant Rey-Millet (père)              | ...            | Négociant Conseiller général du canton de Saint-Jeoire                 |
| ?                                        | 1913 (décès)     | Léon Séraphin                           | ...            | ...                                                                    |
| 1914                                     | ?                | Louis Pacthod                           | ...            | ...                                                                    |
| 1919                                     | 1929 (décès)     | Léon Rey-Millet (fils de Constant père) | ...            | ...                                                                    |
| Les données manquantes sont à compléter. |                  |                                         |                |                                                                        |
| 1937                                     | 1940             | Constant Rey-Millet                     | ...            | ...                                                                    |
| Les données manquantes sont à compléter. |                  |                                         |                |                                                                        |
| avant 1981                               | ?                | Serge Revuz                             | PCF            | Artisan maçon Conseiller général du canton de Saint-Jeoire (1973-1985) |
| mars 2001                                | En cours         | Daniel Revuz                            | Sans étiquette | Chef d'entreprise travaux publics                                      |
| Les données manquantes sont à compléter. |                  |                                         |                |                                                                        |

## Population et société

### Démographie
L'évolution du nombre d'habitants est connue à travers les recensements de la population effectués dans la commune depuis 1793. Pour les communes de moins de 10 000 habitants, une enquête de recensement portant sur toute la population est réalisée tous les cinq ans, les populations de référence des années intermédiaires étant quant à elles estimées par interpolation ou extrapolation. Pour la commune, le premier recensement exhaustif entrant dans le cadre du nouveau dispositif a été réalisé en 2004.

En 2022, la commune comptait 1 353 habitants, en évolution de +7,21 % par rapport à 2016 (Haute-Savoie : +6,01 %, France hors Mayotte : +2,11 %).
| 1793 | 1800 | 1806 | 1822 | 1838 | 1848 | 1858 | 1861 | 1866 |
| ---- | ---- | ---- | ---- | ---- | ---- | ---- | ---- | ---- |
| 476  | 479  | 494  | 624  | 639  | 682  | 673  | 628  | 591  |

| 1872 | 1876 | 1881 | 1886 | 1891 | 1896 | 1901 | 1906 | 1911 |
| ---- | ---- | ---- | ---- | ---- | ---- | ---- | ---- | ---- |
| 573  | 566  | 550  | 540  | 518  | 489  | 460  | 459  | 476  |

| 1921 | 1926 | 1931 | 1936 | 1946 | 1954 | 1962 | 1968 | 1975 |
| ---- | ---- | ---- | ---- | ---- | ---- | ---- | ---- | ---- |
| 471  | 587  | 642  | 634  | 572  | 623  | 637  | 689  | 726  |

| 1982 | 1990  | 1999  | 2004  | 2006  | 2009  | 2014  | 2019  | 2022  |
| ---- | ----- | ----- | ----- | ----- | ----- | ----- | ----- | ----- |
| 770  | 1 000 | 1 121 | 1 197 | 1 207 | 1 218 | 1 256 | 1 301 | 1 353 |

### Médias
- Télévision locale : TV8 Mont-Blanc.

## Économie
Une part importante de la population salariée se déplacent sur les agglomérations d'Annemasse et Genève.

## Culture locale et patrimoine

### Lieux et monuments
- Église Saint-Pierre, reconstruite au XIXe siècle et rénovée en 2015.
- Château de Thyez dont l'origine doit remonter au début du XIIe siècle (indice de fortification). Ce château se trouvait près de Viuz-en-Sallaz (et non en aval de Cluses, comme certains l'ont cru)[14],[15].
- Lac du Môle.

### Personnalités liées à la commune
- Constant Rey-Millet, peintre et écrivain savoyard.
- Tiphanie Perrotin, championne du monde de snowboard freeride en 2022

### Héraldique
| Armes de La Tour | Les armes de La Tour se blasonnent ainsi : Parti ; au premier d'or à trois bandes de gueules, au chef de gueules chargé d'une croix d'argent, au second d'azur à une clé d'argent. |